# Odbojkaški klub Budućnost Podgorica
L'Odbojkaški klub Budućnost Podgorica è una società pallavolistica maschile montenegrina con sede nella capitale Podgorica: milita nel campionato di Superliga.

## Storia
La società è stata fondata nel 1936, e per questo è considerata la più vecchia società di pallavolo del Montenegro. Nel 1977 avvenne la fusione con altre due società: 13 Mai e Prolétaire. Nel 1991 vi fu la promozione nel massimo campionato della Repubblica Socialista Federale di Jugoslavia, che l'anno successivo si trasformò in Serbia e Montenegro. Nel 1995 iniziò la sponsorizzazione con la Podgorička Banka, che portò alla vittoria della Coppa nazionale e degli scudetti. I massimi risultati continentali riguardano la partecipazione alle edizioni 2006-2007 e 2007-2008 della European Champions League, non riuscendo però a superare la fase a gironi.

## Palmarès
- Campionato serbo-montenegrino: 3

2001-02, 2004-05, 2005-06
- Campionato montenegrino: 2

2006-07, 2007-08
- Coppa di Serbia e Montenegro: 1

2000
- Coppa di Montenegro: 3

2006-07, 2007-08, 2008-09

## Rosa 2008-2009
| Nazionalità          | Giocatore              | Età | Altezza (cm) |
| -------------------- | ---------------------- | --- | ------------ |
| Serbia               | Vlado Petkovic         | 25  | 198          |
| Bosnia ed Erzegovina | Dejan Radic            | 24  | 200          |
| Serbia               | Milivojevic Aleksandar | 25  | 197          |
| Serbia               | Nemanja Dukic          | 25  | 194          |
| Montenegro           | Igor Vusurovic         | 34  | 200          |
| Serbia               | Sasa Starovic          | 20  | 207          |
| Croazia              | Milos Culafic          | 22  | 205          |
| Serbia               | Filip Djurkovic        | 26  | 196          |
| Montenegro           | Nikola Kazic           | 21  | 198          |
| Serbia               | Nemanja Petric         | 21  | 202          |
| Montenegro           | Ivan Rasovic           | 24  | 190          |
| Montenegro           | Ivan Boskovic          | 20  | 185          |